# Алина Боз
Алина Боз е турско-руска актриса.

## Биография
Родена е на 14 юни 1998 г. в Москва, Русия. Майка ѝ е рускиня, а баща ѝ е мюсюлманин от България. Когато Алина е на 7 години, цялото семейство се премества да живее в Турция заради новата работа на баща ѝ. Там научава турски и започва начално училище. На 9-годишна възраст започва да учи актьорско майсторство. Тя говори турски, руски и английски език. Обича животните, участва в телевизионни реклами, фотосесии за списания и сериали, и се надява да изучава актьорско майсторство в Москва.
Майка ѝ Олга преди е била икономист, сега притежава фотостудиото Mutlu Günüm и event-агенция (компания, която организира събития, поръчани от клиентите).
Нейната кариера започва през 2013 г. в сериала „Cesur Hemşire“ като Джанан. През 2014 играе Хазал в Твоят мой живот. Появява се във филма Kaçma Birader през 2016 г., където играе Мелис. Има роля във филма Böluk през 2017 г. През 2017 г. също се снима в сериала Sevdanın Bahçesi като Дефне. През 2018 г. взема участие в сериала 'Ти си моята родина" като принцеса Анастасия Романовна, и в друг сериал „Не пускай ръката ми“, където играе Азра Гюнеш. Неин партньор в сериала 'Не пускай ръката ми' е Алп Навруз.
През 2020 г. получава роля в сериала на Netflix „Любов 101“, където играе Еда. Играе и в още един минисериал – Ya Istiklal Ya Ölüm, който е основан на исторически събития.
През 2021 г. играе Махур Тюрел в сериала Марашлъ. Неин партньор в сериала е Бурак Дениз. През 2022 г. играе Зейнеп/Мелис в сериала „Една приказна фея“.
През 2015 г. се среща с турския актьор Бурак Йорук, разделят се през 2017 г., но се събират пак през 2018 г.
През 2020 г. започва да се среща с турския певец Митхан Озер. От 2 декември 2023 г. е омъжена за кинематографиста Умут Евирген, с който са се срещали около половин година преди сватбата.